# عرفة (اسم)
عرفة هو اسم علم مذكر من أصل عربي، ومعناه هو مأخوذ من جبل عرفة.

## شخصيات تحمل الاسم
- عرفة السيد (لاعب كرة قدم مصري، 23 أكتوبر 1988 – )
- عرفة بن محمد الرابع (أمير مغربي)

## وصلات خارجية
- موسوعة السلطان قابوس لأسماء العرب نسخة محفوظة 5 أبريل 2019 على موقع واي باك مشين.